# ゲーセンで出会った不思議な子の話
『ゲーセンで出会った不思議な子の話』（ゲーセンでであったふしぎなこのはなし）は、富澤南による短編小説。2013年9月20日にエンターブレインから単行本として出版された。
2012年に掲示板・2ちゃんねる上で執筆された本作は、その感動的な内容がインターネット上で話題を呼び、とりわけフィクションかノンフィクションかの議論を巻き起こした。その後、作者を名乗る富澤がインタビューに応じ、創作物であることを明かすとインターネット・ユーザーからは批判的な声が多数上がった。その一方で、ストーリーの内容は複数のライターやメディアによって称賛されている。

## 制作、リリース
2012年1月、匿名掲示板・2ちゃんねるのニュー速VIP+板において「俺：大学生、さえない男。たまの休みや講義の空きにゲーセンに行って格ゲーをやるのが好きだった。そこであった話を、ちょっと書かせて欲しい」というレスに端を発し、とある投稿者がスレッドを立てて4日間に亘り自分語りを綴った。スレッドでは他の匿名投稿者と会話しながら物語が綴られた。その後、当スレッドの内容がまとめブログや漫画家、音楽家のSNSなどにより注目を浴びた。のちに投稿者を名乗る富澤南がレスの内容を書籍化することを公表し、綴った内容がフィクションであることをインタビューで明らかにした。富澤は『ファミ通』でのインタビューで、投稿当時はスレの住人からの反応を反映しつつこの物語を紡いでいったと話しており、富澤はこの作品で作家としての活動を心に決め、自ら作者として名乗りを上げたと述べている。翌年9月20日には当時の投稿に手を加えた内容が単行本の形でエンターブレインから出版され、本著は富澤にとってのデビュー作となった。同単行本には新規書き下ろしの小説作品『最後の花火』も収録され、富澤の友人をモデルとして執筆された。こちらは夢を主題とした作品で、ゲームクリエイターを志す青年が作中に登場する。

## ストーリー
主人公の富澤は大学生であった。彼はゲームセンターに現れるショートカットの女の子にアプローチし次第に恋慕を抱くようになるが、彼女はがんを患ったため入院を余儀なくされゲームセンターには顔を出せなくなる。富澤は彼女に寄り添って過ごすことにするが、最終的には彼女は病によって帰らぬ人となり、その後も富澤は喪失感に悩まされる。

## 反響
2ちゃんねる上で富澤によって話が公開された直後、涙を誘う展開が注目され、前述したように漫画家の久保ミツロウやGLAYのHISASHIを含め著名人がSNSで取り上げるといった反響があった。その後、週刊誌の『週刊文春』も2012年2月16号で「『ゲーセンで出会った不思議な子の話』は泣けるか」というタイトルの特集を組んでいる。当時はノンフィクションとして投稿されたことが話題を呼び「第2の『電車男』」として賛美する声もあったが、前述の久保やエッセイストの能町みね子などが「創作ではないか」と懐疑的な立場を示していたことをはじめ、ノンフィクションか創作話かに関する議論も起こった。のちに投稿者本人を名乗る富澤が創作話であることを明かし、2013年9月のスポニチアネックスによる報道ではその後もなお「”泣ける”物語として多くの読者を感動させている」としているが、「感動した気持ちを返せ」といった声を中心にインターネット・ユーザーから怒りの声がいくつもあがり、2013年10月の弁護士ドットコムニュースによる記事では話をでっち上げた富澤に対して慰謝料を請求できるかといった趣旨の特集が組まれた。こういった怒りの声があがった原因について、ITジャーナリストの井上トシユキは「読者も半信半疑でフィクションの可能性を織り込んで読んでいるものに対して、フィクションとばらしてしまうのは暗黙のルールを破ることになる。騙すなら最後まで騙してほしいということだろう」と分析している。2018年9月には株式会社エブリスタに在籍するライター・マツダが2ちゃんねる発の創作物の1つとして本作を取り上げ、富澤による告白の後インターネット上での流行・拡散が落ち着いたと述べている。
ストーリーの内容に関してはライターからの肯定的な指摘を得ている。インターネット専門家のヨシナガは『日刊SPA!』の記事「泣ける“ネット作品”5選」で本作を選出している。ライターのマツダは同時期に2ちゃんねる発の物語として注目された『スターティング・オーヴァー』を手掛けた三秋縋と比較して、「もっとストレートに、書き込んだ本人の体験っぽく書かれており、読んだ印象はだいぶ異なる」と言及し、いわゆるボーイ・ミーツ・ガールに相当すると位置づけた。博報堂ケトル、博報堂が管理する『BOOKSTAND』では、前述の怒りの声があがったことに対して、本作を実話と信じて感情移入した読者がいかに多かったかを示す結果になったと内容の評価に繋げている。